# Eliakum Zunser
Eliakum Zunser (Eliakim Badchen, Elikum Tsunzer), né le 28 octobre 1840 et décédé le 22 septembre 1913, est un poète, compositeur et badchen juif lituanien de langue yiddish, qui vécut la dernière partie de sa vie aux États-Unis. En 1905, un article du The New York Times lui rend hommage en le nommant père de la poésie yiddish. Seul un quart de ses quelque 600 chansons lui ont survécu. Il influença et fut influencé par les Broderzinger et Velvel Zbarzher, bien qu'il soit peu probable qu'ils se soient rencontrés. 

## Biographie
Né à Vilna, dans une famille pauvre, il commence à travailler en tressant des lacets à Kovno, où il participe au mouvement du Moussar du pieux et moraliste rabbin Israël de Salant. Plus tard, il est attiré par la Haskala, le mouvement des Lumières juif et adopte un judaïsme orthodoxe moderne qui rejette la superstition.
Enrôlé de force dans l'armée russe, juste avant son vingtième anniversaire, il est rapidement libéré à la suite de la révocation par le tsar Alexandre II de la sévère loi de conscription. La détresse des recrues juives, ou cantonistes sera un sujet majeur dans ses premières poésies et chansons.  
Solomon Liptzin (1901-1995), auteur et professeur de littérature yiddish à l'université de Tel Aviv et au Technion de Haïfa, décrit les chansons de Zunser comme formées de mots simples avec des airs faciles à retenir, chantant le destin mélancolique et les quelques joies des masses peu éduquées et écrit que ses chansons transmises de bouche à oreille…jusqu'à devenir familières à tous les Juifs parlant yiddish.    
En 1861, il publie un recueil de chansons intitulé Shirim Khadoshim, le premier d'une série d'environ 50 publications pendant sa vie. À cette époque, selon Liptzin, il est principalement un Maskil (propagateur de la Haskala), intéressé à instruire et à venir en aide à son peuple.  Cependant, sa vie va prendre un tour tragique : non seulement sa femme meurt du choléra, mais dans la décennie qui suit, ses neuf enfants aussi, et il devient toujours d'après Liptzin un prophète de malheur, avertissant ses coreligionnaires de ne pas s'aventurer sur la séduisante route des Lumières occidentales et de l'assimilation...
Quand le malheur s'abat sur la communauté juive sous la forme de réactions violentes antisémites et de pogroms après l'assassinat d'Alexandre II, il devient un consolateur et un sioniste militant, affilié aux Amants de Sion et au Bikou, écrivant des chansons comme "Die Sokhe" (La charrue) ou "Shivath Zion" (Retour à Sion).
Zunser émigre à New York en 1889, travaille comme imprimeur Cependant la vie à New York est peu propice à son talent et il écrira peu après son arrivée en Amérique, et plutôt des poèmes que des chansons. En route vers le Nouveau Monde, il écrit le prometteur Colomb et Washington; une fois là-bas, il poursuit avec "Dos Goldene Land" (La terre d'or) et "Der Greener" (Le blanc-bec) beaucoup plus désillusionnés. Son sionisme se manifeste dans une chanson pressant les Juifs à abandonner le colportage et à devenir fermiers. 
Zunser évite la misère dans ses vieux jours grâce à un spectacle de bienfaisance à son profit au Cooper Union le 30 mars 1905, qui récolte suffisamment d'argent pour lui assurer une pension. Il meurt le 22 septembre 1913 et est enterré au Washington Cemetery à Brooklyn.
« Il était loin d'être un chanteur. Sa voix n'était pas musicale. Mais le ton triste qui émanait de lui, le beau yiddish, les mélodies poignantes. Cela était incomparable. »

## Œuvres
- (en):  Selected Songs of Eliakum Zunser; éditeur: Ayer Co Pub; 1975; facsimilé de l'édition de 1928;  (ISBN 0405067577 et 978-0405067570)
- (yi):  Elyokum Tsunzers verk (L'œuvre d'Elyokum Zunser); deux volumes; éditeur: Mordkhe Schaechter (YIVO); 1964
- (yi):  Lyrics and scores of songs by Eliakum Zunser; paroles et partitions (libres de droit)